# 개구리왕국
《개구리왕국》(중국어: 青蛙王国)은 2013년 공개된 중국의 애니메이션 영화이다.
이 영화의 미국 더빙은 2015년 6월 30일 라이언스게이트 및 그라인드스톤 엔터테인먼트 그룹에 의해 주문형 비디오 및 DVD로 미국에서 출시되었다.

## 줄거리
개구리왕국의 공주 개굴이는 아버지인 왕이 매년 열리는 개구리 올림픽에서 우승한 자와 결혼시키려 하자 이에 반발하여 도망친다. 공주는 평민으로 변장하고, 길거리 상인인 프레디와 친구가 되어 함께 올림픽을 준비하기 시작한다. 그녀의 목표는 올림픽에서 우승하여 아버지의 결혼 계획을 막는 것이다. 한편, 사악한 뱀은 개구리 올림픽을 망치고 왕국을 차지하려는 음모를 꾸민다. 프레디와 공주 개굴이는 조력자 베스티와 부기의 도움을 받아 사악한 뱀으로부터 개구리왕국을 구하기 위한 모험을 시작한다. 공주는 자신이 공주라는 사실을 숨긴 채 프레디와 함께 훈련하며 점점 사랑에 빠진다. 결국 그들은 악당을 물리치고 왕국을 구하는 데 성공한다.

## 배역

### 영어
- 벨라 손
- 캐머런 댈러스
- 롭 슈나이더
- 드레이크 벨
- 키스 데이비드